# Muzeum Ślusarstwa im. Marcina Mikuły w Świątnikach Górnych
Muzeum Ślusarstwa im. Marcina Mikuły w Świątnikach Górnych – muzeum położone w Świątnikach Górnych). Placówka jest miejską jednostka organizacyjną i mieści się w budynku tutejszego Zespołu Szkół.
Tradycje muzealne w Świątnikach Górnych sięgają końca XIX wieku. W 1888 roku została utworzona Cesarsko Królewskia Szkoła Ślusarska, której dyrektorem został Kazimierz Bruchnalski. Z jego inicjatywy w 1893 roku utworzono Muzeum Rzemiosła Ślusarskiego. Działało ono do 1939 roku, kiedy to zostało zamknięte, a część eksponatów wywieziona do Niemiec. Pozostałe eksponaty udało się ukryć.

Idea utworzenia muzeum odżyła w 1970 roku, kiedy to za sprawą regionalisty Marcina Mikuły, w budynku spółdzielni „Przyszłość” otwarto Izbę Regionalną. Działała ona do 2001 roku, kiedy to spółdzielnia przekazała eksponaty miastu, które w 2008 roku zdecydowało o otwarciu muzeum w budynku Zespołu Szkół.
W skład ekspozycji muzeum wchodzą:
- wystawa narzędzi i wyrobów ślusarskich, w tym kolekcja zabytkowych kłódek,
- zbiory dawnych dokumentów związanych ze ślusarstwem
- zbiór pamiątek po świątnikach wawelskich,
- wystawa etnograficzna.

Ponadto placówka organizuje wystawy czasowe oraz wykłady i warsztaty. 